# 211374 Anthonyrose
211374 Anthonyrose este un asteroid din centura principală de asteroizi.

## Descriere
211374 Anthonyrose este un asteroid din centura principală de asteroizi. A fost descoperit pe 4 octombrie 2002 la Apache Point Observatory în cadrul programului Sloan Digital Sky Survey. Asteroidul prezintă o orbită caracterizată de o semiaxă mare de 2,63 ua, o excentricitate de 0,13 și o înclinație de 12,9° în raport cu ecliptica.